# Aulo Gabinio
Aulo Gabinio (latino: Aulus Gabinius; ... – 47 a.C.) è stato un generale, politico e senatore romano, fra i più importanti del periodo che precedette la guerra civile tra Cesare e Pompeo.

## Biografia
È possibile che sia quel Gabinio che partecipò come tribunus militum alla prima guerra mitridatica, sotto il comando del proconsole, Lucio Cornelio Silla, nell'87-84 a.C.
Il suo nome resta però indissolubilmente legato alla Lex Gabinia, con la quale, come tribuno della plebe, nel 67 propose di concedere a Pompeo Magno i più ampi poteri possibili per condurre la guerra contro i pirati che ormai da decenni rendevano insicuro il Mediterraneo e le sue coste.
Il decreto provocò fortissime proteste e tensioni dato che avrebbe concentrato nelle mani di un solo uomo un forte potere: massima libertà operativa, un'armata di 500 navi, 5.000 cavalieri e un totale di 20 legioni. La legge passò grazie all'appoggio politico di Cesare e Cicerone, che, pur dichiarandosi consapevole della loro illegalità, la riteneva necessaria. L'anno seguente, Gabinio seguì come legato Pompeo, che dopo aver piegato in soli tre mesi le resistenze dei pirati, con il mandato conferitogli dalla Lex Manilia (altra legge sulla falsariga delle Gabinie) aveva aggredito Mitridate re del Ponto in Asia. Prese quindi parte alla fase finale della terza guerra mitridatica, spingendosi come legatus di Pompeo oltre l'Eufrate, fino al Tigri.
Nel 61, Gabinio divenne pretore e organizzò giochi sontuosi. Nel 58 a.C., Gabinio divenne console, favorendo, in questa veste, l'azione che il tribuno della plebe Publio Clodio Pulcro stava intraprendendo contro Cicerone, che fu costretto all'esilio per aver illegalmente condannato a morte dei cittadini romani che avevano partecipato alla congiura di Catilina (63 a.C.).
Nel 57 a.C. ottenne il governo della provincia di Siria, represse la rivolta dei giudei e restituì a Ircano il suo ruolo di sommo sacerdote a Gerusalemme, introdusse importanti cambiamenti nel governo della Giudea e ricostruì molte città. Nel 55 a.C., fu mandato in Egitto da Pompeo, rimettendo sul trono Tolomeo XII Aulete, che era stato spodestato in precedenza. Ma durante la sua assenza, la Siria era stata devastata dai predoni, mentre Alessandro, fratello di Aristobulo, aveva preso le armi per strappare a Giovanni Ircano II il titolo di sommo sacerdote. Gabinio lasciò quindi ad Alessandria i cosiddetti Gabiniani per proteggere Tolomeo e, anche se con alcune difficoltà, riuscì a ristabilire l'ordine nella sua provincia, lasciando poi nel 54 il governatorato al suo successore, Marco Licinio Crasso. Tornato a Roma, fu sottoposto a tre processi per concussione, condannato ed esiliato (le sue proprietà furono confiscate).
Dopo la vittoria di Cesare su Pompeo a Farsalo (9 agosto del 48 a.C.), i Pompeiani, guidati da Marco Ottavio, utilizzarono l'Illirico per riprendere a compiere nuove azioni militari contro i Cesariani. Fu così che, per contrastare l'avanzata dei Pompeiani e contemporaneamente quella dei Delmatae, Cesare inviò contro di loro, due legioni sotto il comando di un certo Lucio Cornificio come questor pro praetore. Quest'ultimo riuscì a battere i Liburni della zona di Iader in uno scontro navale. Era evidente che nell'area fossero necessari dei rinforzi. Fu così che Cesare inviò Aulo Gabinio, ex-partigiano di Pompeo, a capo di quindici coorti (delle legioni XXXI e XXXII) e tremila cavalieri, il quale si incamminò via terra girando intorno all'Adriatico, cosa mai accaduta prima d'allora. Gabinio, dopo essere penetrato nel territorio dei Delmatae, lungo il fiume Cigola (Čikola) nei pressi di Synodion, subiva una dura sconfitta, perdendo cinque delle sue coorti e i rispettivi vexilla. Non demordeva però continuando la sua avanzata fino a raggiungere Salona nell'inverno del 48-47 a.C.. La campagna militare continuò all'inizio dell'anno successivo (47 a.C.), soffrendo di numerose altre perdite da parte romana, tra cui 4 tribuni, 38 centurioni e 2.000 legionari. Appiano sostiene che gli Illiri, temendo di poter essere puniti da Cesare per quello che avevano fatto qualche anno prima e ritenendo che una sua vittoria nella guerra civile avrebbe portato alla loro totale distruzione, attaccarono e distrussero buona parte di quell'esercito romano che era penetrato nei loro territori, ad eccezione di Gabinio e di pochi sopravvissuti. Tra il bottino catturato vi fu una grande quantità di denaro e materiale bellico. Gabinio, all'inizio dell'anno, morì dopo una lunga malattia (47 a.C.), tanto che i Pompeiani si prepararono a contrattaccare, focalizzando le loro forze sul secondo comandante cesariano, Q. Cornificio, ora isolato al sud. Quest'ultimo lanciò allora un'accorata richiesta di aiuto alle armate cesariane che si trovavano nella Gallia cisalpina e a Publio Vatinio che si trovava a Brundisium.